# Swiss Beachhandball Mastersfinal 2006
Der Swiss Beachhandball Mastersfinal 2006 war der Final der Swiss Beachhandball Masters 2006.

## Rangliste Top 4

### Erwachsene
| Rang | Team      | Verein    |
| ---- | --------- | --------- |
| 1    | 1898      | BHC 1898  |
| 2    | Bodeuf    | Bodeuf    |
| 3    | HK Ananas | HK Ananas |
| 4    | PiPaPo    | PiPaPo    |

| Rang | Team           | Verein         |
| ---- | -------------- | -------------- |
| 1    | Emanuelas      | Emanuelas      |
| 2    | Playadettes    | BHC Luzern     |
| 3    | Wüehlmüüs      | Basel Regio    |
| 4    | Black Dolphins | Black Dolphins |

### Junioren
| Rang | Team                     | Verein                   |
| ---- | ------------------------ | ------------------------ |
| 1    | Legue Sommerkollektion 3 | Legue Sommerkollektion 3 |
| 2    | HSG Wasserschloss        | SC Siggenthal            |
| 3    | AV Thun-Zentral          | TV Thun                  |
| 4    | M-Budget                 | M-Budget                 |

| Rang | Team             | Verein              |
| ---- | ---------------- | ------------------- |
| 1    | flip-zizä-flop   | flip-zizä-flop      |
| 2    | Plauschcheibä    | Plauschcheibä       |
| 3    | WAN Foxes Zürich | ZMC Amicitia Zürich |
| 4    | Handball Emmen   | Handball Emmen      |